# Cornet (orgue)
 (novembre 2024).
Si vous disposez d'ouvrages ou d'articles de référence ou si vous connaissez des sites web de qualité traitant du thème abordé ici, merci de compléter l'article en donnant les références utiles à sa vérifiabilité et en les liant à la section « Notes et références ».
Pour les articles homonymes, voir Cornet.
Le cornet est un jeu d'orgue (mixture) qui, sur chaque note, fait parler plusieurs tuyaux dont un au moins est une tierce, car c'est la tierce qui donne la particularité de sa couleur au cornet. On peut en effet construire des cornets sans 4 pieds ou 2 pieds, mais pas sans tierce. Comme pour toute mixture, le nombre de rangs (qui correspond au nombre de tuyaux par note) est généralement indiqué avec des chiffres romains. S'il n'y a aucune précision, le cornet fait toujours cinq rangs dans l'orgue classique français et quatre rangs dans l'orgue classique allemand.

## Cornet V
Traditionnellement, le cornet français est composé de 5 rangs. Cela signifie qu'à chaque enfoncement de touche, 5 tuyaux parlent simultanément. Ils font entendre chacune des 5 premières harmoniques naturelles :
- Harmonique 1 : la fondamentale (généralement un bourdon de 8')
- Harmonique 2 : l'octave (généralement une flûte de 4')
- Harmonique 3 : la quinte (généralement un nasard de 2'2/3)
- Harmonique 4 : la deuxième octave (généralement une flûte de 2')
- Harmonique 5 : la tierce de 1'3/5

Comme on le voit, les tuyaux constituant un cornet sont des bourdons ou des jeux flûtés.
Il faut en outre souligner qu'à la différence de la plupart des autres jeux d'orgue, le cornet ne parle jamais sur toute l'étendue du clavier, mais seulement sur le dessus. C'est pourquoi on l'appelle parfois « dessus de cornet ». La note de départ varie selon les époques et les lieux :
- Dans l'orgue classique français, le cornet commence toujours au do3.
- Dans l'orgue baroque espagnol, il commence au do♯3.
- Dans l'orgue classique allemand et hollandais, il peut descendre au la2, au sol2 et même au fa2.

### Exemple sonore
Joseph de Torres y Vergara (1661-1727) : Obra de mano derecha de medio registro pour orgue, en ré majeur pour demi-registres. Il s'agit du premier mouvement, Alegro, joué sur le cornet accompagné des bourdon 8 et prestant, ici sur un orgue numérique.

## Autres constructions possibles de cornets

### Cornet IV
Il existe trois sortes de cornet de quatre rangs :
- Le cornet privé de fondamentale et donc constitué des rangs 2, 3, 4 et 5 du cornet à 5 rangs.
- Le cornet privé de 4 pieds et donc constitué des rangs 1, 3, 4 et 5 du cornet à 5 rangs.
- Le cornet privé de 2 pieds et donc constitué des rangs 1, 2, 3 et 5 du cornet à 5 rangs (fréquent dans l'orgue hollandais).

### Cornet III
On appelle cornet III ou cornet de 3 rangs le cornet privé du 8 et du 4 pieds, et donc constitué des rangs 3, 4 et 5 du Cornet à 5 rangs.
Pour l'utiliser convenablement, on devra donc lui ajouter un jeu de fond de 8 pieds (bourdon, flûte ou principal) et facultativement un jeu de 4 pieds (flûte ou prestant).

### Cornet VI
Un cornet de 6 rangs, fréquent dans l'orgue espagnol, est construit comme le cornet de 5 rangs auquel on a jouté un rang de quinte 1'1/3 correspondant au larigot : 8', 4', 2'2/3, 2', 1'3/5, 1'1/3.

### Cornet VII ou cornet à la septième
Cornet de 7 rangs reprenant les 6 rangs du cornet VI, auquel on a ajouté un rang de septième. Le cornet VII se rencontre surtout dans l'orgue allemand, où on le nomme Septimenkornet. Sa composition est : 8', 4', 2'2/3, 2', 1'3/5, 1'1/3, 1'1/7
Dans l'orgue espagnol, ce septième rang est une octave d'un pied et il sera donc composé ainsi :
- 8', 4', 2'2/3, 2', 1'3/5, 1'1/3, 1'

### Cornet à la neuvième (cornet VIII ou cornet IX)
Le cornet à la neuvième peut comporter 8 ou 9 rangs, selon qu'on lui ajoute ou non un rang d'octave de 1 pied. Le rang harmonique important est une neuvième de 8/9'. Il y a donc deux options :
- 8 rangs : 8', 4', 2'2/3, 2', 1'3/5, 1'1/3, 1'1/7, 8/9'
- 9 rangs : 8', 4', 2'2/3, 2', 1'3/5, 1'1/3, 1'1/7, 1', 8/9'

Néanmoins, certains rangs sont facultatifs. Dans l'orgue allemand, il se nomme Nonenkornett et peut avoir un nombre de rangs plus réduit, limité aux aliquotes les plus caractéristiques, par exemple 3 rangs (quinte, tierce et neuvième).

### Cornet à la treizième
Cornet contenant un rang de 13e harmonique (8⁄13'). Le nombre de rangs est variable et il n'y a pas de norme.

### Cornet de Violes
Cornet contenant uniquement des gambes.

## Usage
Son timbre perçant et vif fait de lui le jeu soliste par excellence.
Le cornet sert également à renforcer le dessus des anches et ainsi à les rééquilibrer, celles-ci étant généralement plus puissantes dans les basses. C'est pourquoi, combiné avec la batterie d'anches, avec laquelle il se marie très bien, il forme ce qu'on appelle le grand jeu.
On appelle parfois cornet ou « cornet décomposé » le jeu de tierce.

### Différence entre le cornet et le jeu de tierce
Bien que la construction du cornet semble faire double emploi avec celle du jeu de tierce, il y a de nombreuses différences, dont certaines font que l'un et l'autre sont nécessaires et coexistent toujours dans l'orgue classique français :
- Le cornet est appelé avec un seul tirant de registre, au lieu des registres individuels pour le jeu de tierce ;
- Le jeu de tierce couvre toute l'étendue du clavier, alors que le cornet ne parle que sur le dessus ;
- Les tuyaux du cornet sont de taille légèrement plus large que les mutations individuelles constituant le jeu de tierce ;
- Le jeu de tierce peut se composer avec prestant et doublette, le cornet jamais ;
- Le jeu de tierce s'utilise en polyphonie, le cornet en soliste ;
- Le cornet est presque toujours posté (derrière la montre, ses tuyaux étant placés sur un petit sommier déporté vers le haut) et est donc plus puissant que le jeu de tierce.

## La sesquialtera
On appelle sesquialtera un cornet de seulement deux rangs : la quinte 2'2/3 et la tierce 1'3/5. Pour l'utiliser convenablement, on doit donc tirer avec elle un 8 pieds – principal, flûte ou bourdon. L'ajout d'un 4 pieds et/ou d'un 2 pieds est facultatif. À la différence des cornets, la sesquialtera parle sur toute l'étendue du clavier. Elles est traditionnellement constituée de tuyaux de principaux. 
Sesquialtera viendrait de trois mots latin, Sex qui altera (« six, et, les deux »), signifiant que les deux tuyaux sonnent à un intervalle de sixte l'un de l'autre. Une autre origine communément admise renvoie au latin sesquialter (« qui contient une fois et demie ») exprimant le rapport 3/2, soit l'intervalle entre le rang le plus grave du jeu (quinte, 2'2/3) et l'octave du son fondamental (4').
Il existe également une Basssesquialtera (ou Baßsesquialtera) composée comme la sesquialtera mais parlant une octave plus bas et généralement disposée à la pédale : 5'1/3 et 3'1/5.
La Septimensesquialtera comporte trois rangs dont un rang de septième. On la trouve :
- soit au clavier, composée ainsi : 2'2/3, 1'3/5, 1'1/7
- soit à la pédale, une octave plus bas : 5'1/3, 3'1/5, 2'2/7

## Terzian ou tierçane
Spécifique de l'orgue allemand, type de cornet à deux rangs dont le premier est une tierce et le second la quinte au dessus (le contraire de la sesquialtera). On trouve généralement :
- une forme grave : 3'1/5 + 2'2/3 (appelée tolosana dans l'orgue espagnol, en demi-registre de dessus)
- une forme aiguë : 1'3/5 + 1'1/3

On rencontre également la Sept-Terzian (tierçane septième) qui est une tierçane avec un rang de septième :
- 1'3/5 + 1'1/3 + 1'1/7.

En supprimant le rang de quinte, on obtient la Sept-Terz (également nommée Terzsept, Septerz, Terz Septa).

## Le cornet dans l'orgue espagnol
L'orgue baroque espagnol utilisant presque toujours le clavier divisé et le demi-registre, la composition des cornets y est assez variée. Le principe reste néanmoins le même que dans les autres pays : il y a toujours un rang de tierce. La corneta espagnole comprend de 3 à 7 rangs, mais elle n'est jamais constituée d'autres harmoniques que des octaves, des tierces et des quintes.

## L'orgue romantique
Durant la période romantique et symphonique, les facteurs d'orgues ont évité de fabriquer des cornets (de même que des tierces), ces jeux étant considérés comme agressifs, voire « vulgaires », incompatible avec la musique romantique qui exigeait surtout des timbres imitant ceux de l'orchestre.
Cavaillé-Coll avait néanmoins installé sur certains de ses instruments une petite mixture contenant une tierce « cachée » et qu'il nommait carillon. Même si cette mixture parle sur toute l'étendue du clavier, le rang de tierce ne se fait entendre qu'à partir de la moitié supérieure du clavier et son harmonisation est très douce. Sa composition est généralement celle d'une cymbale harmonique de 2 ou 3 rangs, avec un rang de tierce à partir du 3e ut :
- 2'2/3, 1'3/5, 1'

ou, moins fréquemment :
- 2', 1'3/5, 1'1/3

De plus, Cavaillé-Coll est souvent resté fidèle aux cornets (tous ceux qu'il a construits sont appréciés par leur timbre incomparable) et plaçait volontiers des mutations quand il le pouvait, comme à Saint-Sulpice, et surtout à Notre-Dame de Paris, où il installa trois séries de mutations allant jusqu'à la septième : en 8', en 16' et en 32'.

## Exemples
- Cornet V, Grand Orgue : Orgue Boisseau de la cathédrale de Monaco (1975)
- Cornet III, Dessus de récit : Orgue Boisseau de la cathédrale de Monaco (1975)
- Terzsept II, Unterwerk : Philharmonie, Cologne, orgue Klais (1986)
- Nonenkornet V, Pédale : Münsterbasilika, Bonn, orgue Klais (1961)
- Corneta VII, Organo Grande : Cathédrale, Salamanque (1744)
- Cornet de Violes IV (2 2/3, 2, 1 3/5, 1), Swell : Wanamaker Grand Court Organ, Macy's, Philadelphie